# 李成妃
李成妃（1605年—1637年12月21日），中國明朝妃嫔，為明熹宗之妃。

## 生平
天启三年十二月二十二日，怀孕的李氏被封為成妃:1254。次年二月，李成妃生下皇次女怀宁公主，不久夭折。李成妃住在長春宮。
朱慈炅出生的天启五年十月之前，李成妃在侍寢時替被冷落的范慧妃，向明熹宗求情。结果被客氏、魏忠贤得知，日后，被两人所害。天啟六年二月初二日:1254，李成妃被革去冠服，並且被禁閉起來断绝了饮食。李成妃机警，早已在宮牆夾縫間私藏了许多食物，便没有饿死。如此坚持半月，明熹宗才想起她来。李成妃雖然得以幸免于难，但被客魏貶為宫女，遷居乾西五所。
崇祯帝即位後，恢復其位号，又給予相當的歲俸，供養居於慈慶宮之某宮。崇祯十年十一月初六寅时，李成妃薨逝，享年三十三岁（虚岁），葬在金山。她与段纯妃、張裕妃合葬於董四墓村明墓中:1254。
《北京西郊董四墓村明墓發掘記——第一號墓》曾記載，主室內有石條鋪成的石台，台上放着三口棺槨。雖然都被盜掘者移動過，但由於槨底和墓誌的存在，仍可以判斷原來位置。左側是張裕妃，中間是段純妃，右側是李成妃。李成妃的棺横压在段妃的棺椁底上，棺的末端被打开，内部也被掏空，头骨尚在棺内:1252。

## 文献
- 《成妃李氏圹志》
- 《皇明怀宁公主圹志》
- 《先撥誌始》：「范慧妃偶失寵，李成妃侍熹廟寢，代范乞憐。客、魏偵知之，亦矯旨革封，絕食一如裕妃。先是李妃有鑒於張，預為之備，幸得茍延，又值客、魏怒少解，遂出為宮人。至崇禎時，始復其封號，給祿如舊。」